# 위례도서관
위례도서관은 경기도 하남시에 있는 도서관이다.

## 연혁
- 2021년 6월 28일 개관.